# Calle de Jorge Juan
La calle de Jorge Juan es una vía pública de la ciudad española de Madrid. Se extiende de oeste a este por el sur del distrito de Salamanca conectando el paseo de Recoletos con el parque de la Quinta de la Fuente del Berro, y atravesando para ello las calles de Serrano, Velázquez y Príncipe de Vergara, entre las calles de Alcalá y Goya. Es conocida como la nueva milla de oro de la restauración dentro de Madrid.

## Historia
La calle toma su nombre a mediados del siglo XIX, fecha de su construcción, como un homenaje al humanista, ingeniero y científico español Jorge Juan.
En origen formó parte de la antigua cerca de Madrid: concretamente correspondía al tramo entre la puerta de Recoletos, situada frente a lo que más tarde se llamaría plaza de Colón, y la esquina inmediatamente al este, configurando el cruce con lo que más tarde recibiría el nombre de calle Serrano.
Tras la revolución de 1868, la citada cerca fue derribada por orden del Ayuntamiento de Madrid para hacer frente al crecimiento de la ciudad, siguiendo el plan de urbanización ideado por el marqués de Salamanca. Así, la calle Jorge Juan quedó integrada en el ensanche de Madrid, cuyo diseño ortogonal la convirtió en un eje transversal del distrito de Salamanca. Para ello, el diseño de la calle incluía su prolongación atravesando la antigua carretera a Alcalá, convertida en calle de Alcalá, hasta unir la villa de Madrid con las fincas extramuros, donde terminaba ante el obstáculo natural del arroyo Abroñigal, que fue soterrado por la M-30 a mediados del siglo XX.
A lo largo de los siglos XIX y XX la calle se consolida, al igual que el resto del distrito, como una zona de clase acomodada, con profusión de negocios. A comienzos del siglo XXI, con la restricción al aparcamiento en el interior de la M-30 y un proceso de turistifación los precios de vivienda y consumo se disparan, creando cierto malestar en el vecindario.
En 2015 la calle Jorge Juan sufre una modificación y la Junta de Gobierno decide cambiar de nombre su primer tramo; así, desde la plaza de Colón hasta la calle Serrano, pasa a ser la calle de la Armada Española.

## Monumentos y puntos notables
- Museo Arqueológico Nacional
- Plaza de Colón
- Biblioteca Nacional
- Palacio de los deportes de la Comunidad de Madrid
- Fábrica Nacional de Moneda y Timbre - Real Casa de la Moneda
- Parque Quinta de la Fuente del Berro